# رجب حمزة
رجب حمزة قاسم (بالإنجليزية: Rajab Hamza)‏ (مواليد 16 أكتوبر 1986) هو لاعب كرة قدم قطري يلعب كحارس مرمى. مثّل منتخب قطر لكرة القدم.

## مسيرة اللاعب
لعب سابقاً في أندية المرخية والأهلي و العربي وقطر و الخور و الشحانية.

## روابط خارجية
- رجب حمزة على موقع قاعدة بيانات كرة القدم.إي يو (الإنجليزية)
- رجب حمزة على موقع ناشيونال فوتبول تيمز (الإنجليزية)